# Verwaltungsgemeinschaft Geismar
Die Verwaltungsgemeinschaft Geismar lag im thüringischen Landkreis Eichsfeld.

## Gemeinden
- Geismar, Verwaltungssitz
- Pfaffschwende
- Schwobfeld
- Wiesenfeld

## Geschichte
Die Verwaltungsgemeinschaft wurde am 1. Juni 1992 gegründet. Die Auflösung erfolgte am 31. Dezember 1996 durch Zusammenlegung mit der ebenfalls aufgelösten Verwaltungsgemeinschaft Südeichsfeld zur neuen Verwaltungsgemeinschaft Ershausen/Geismar.